# Рапопорт, Соломон Иегуда Лейб
Соломон Иегуда Лейб Рапопорт (идиш רפאפורט, רפופורט‎) (1 июля 1790 г. во Львове — 16 октября 1867 г. в Праге) — выдающийся учёный из Галиции, писатель, участник движения просвещения и направления Wissenschaft des Judentums в еврейской культуре.

## Биография
Родился в плодовитой семье. Рапопорт обратил на себя внимание своими обширными познаниями в талмудической и средневековой литературе. Из средневековых мыслителей наибольшее впечатление произвёл на молодого Рапопорта Маймонид, которого он и впоследствии называл «своим учителем и наставником» . При содействии знакомого офицера Рапопорт изучил французский язык; труд Бейля «Dictionnaire historique et critique» возбудил в нём особый интерес к научно-критическим исследованиям. Решающее влияние на мировоззрение Рапопорта оказало знакомство с Нахманом Крохмалем. Сам Рапопорт указывал, что от первого его знакомства с этим мыслителем он «прозрел» и «стал другим человеком» . Рапопорт близко сошёлся с видными прогрессивными деятелями того времени И. Эртером, С. Блохом, И. Мизесом и др.
Как и у большинства тогдашних «маскилим», у молодого Р. программа деятельности исчерпывалась первое время заботой о просвещении единоверцев и об их ознакомлении с европейским знанием. С маскилами же его роднила ненависть к хасидам, которых он называл «преступной сектой», и он восторженно приветствовал появление антихасидских памфлетов Перля «Megaleh Temirin» и «Bochen Zadik» (ο первом Рапопорт дал отзыв в Bikkure ha-Ittim, XII, о втором в Kerem Chem., IV). В то же время P. резко отделялся от крайних галицийских просветителей, которые старались насильно «просветить» евр. массу, часто прибегая при этом к помощи властей; Р. с негодованием говорил об этих «просветителях», которые, по его заявлению, чаще всего обращали свои знания на то, «чтобы писать на немецком языке доносы и пасквили правительству» .
Влияние Крохмаля и дружба с такой своеобразной личностью, как Я. С. Бык, способствовали тому, что Р. ещё в первый период своей деятельности стал выдвигать национальный элемент и, в отличие от многих своих современников, ясно сознавал историко-культурное значение традиционного иудаизма. Остроумный и общительный, Р. стал вскоре душой кружка львовских прогрессистов. Местные хасиды подозрительно относились к происходившим в доме Р. собраниям молодежи, и группа фанатиков расклеила однажды ночью по городу за поддельной подписью львовского раввина призыв к отлучению Р. и его единомышленников. Были также сделаны попытки лишить Р. источника пропитания (он в течение ряда лет был управляющим у арендаторов коробочного сбора). Этот печальный инцидент был улажен лишь при содействии местных властей.

## Литературная деятельность

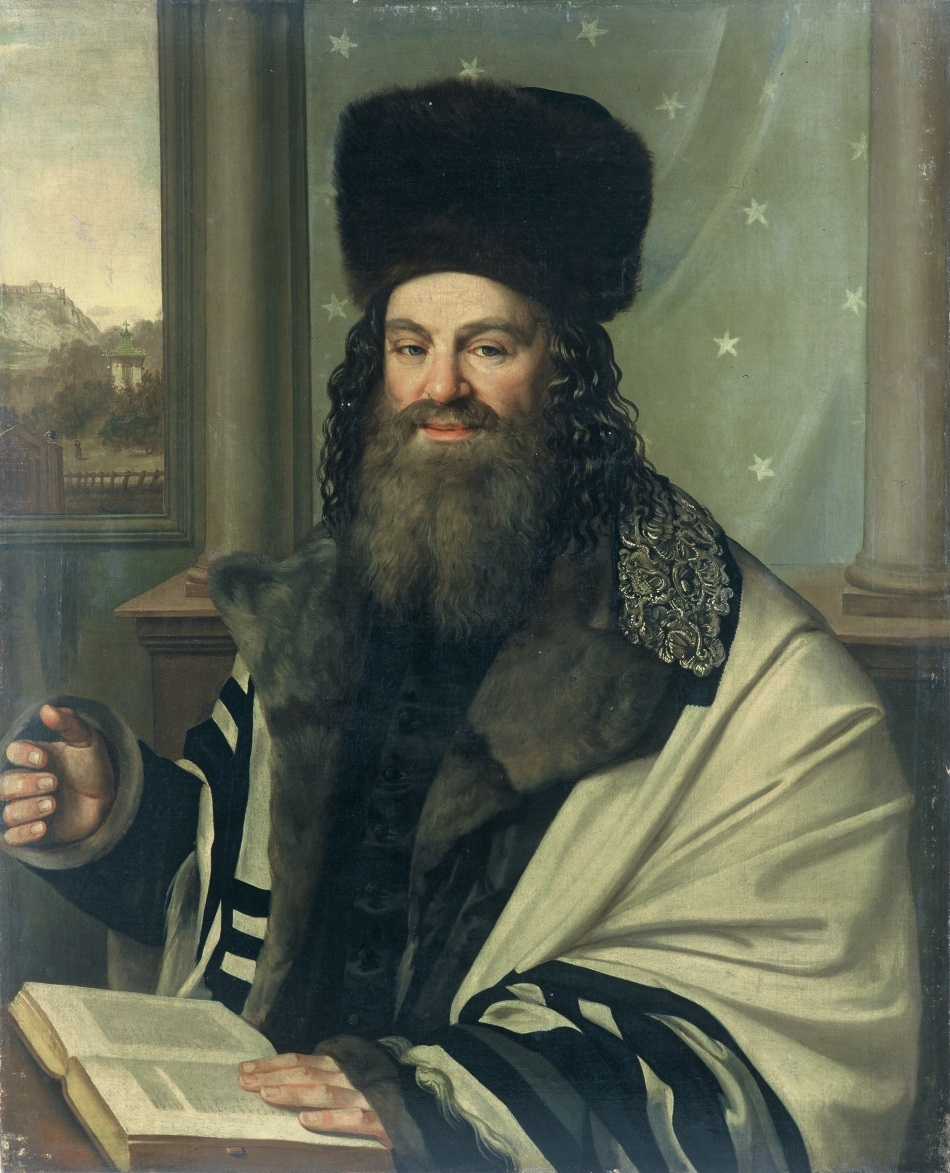
Портрет работы А.Махека, 1841

Рапопорт дебютировал в литературе анонимной брошюрой «Теchunat Ir Paris we-I Elba» (1814) — описание города Парижа и острова Эльбы, куда тогда был сослан Наполеон. Р. знакомит при этом с социально-политическим положением французских евреев и с политическими событиями во Франции. В следующем году Р. написал своё интересное послание «Ner Mizwah» к Быку по случаю перехода последнего в лагерь хасидов. По невыясненным причинам послание не было опубликовано, и оно появилась в печати лишь после смерти Р.
Он писал также и стихи, преимущественно переводные (печатались в Bikkure ha-Ittim). Интерес представляет лишь его переработка драмы Расина «Esther» (Scheerit Jehudah, в Bikkure ha-Ittim, 1827), которую Р. снабдил обширным предисловием, где он подчеркивает, что у евреев национальное сознание должно быть тесно связано с религией. В том же предисловии он указал, что работает над научным трудом «Ansehe Sehem» (биографии знаменитых людей).

## Научная деятельность
Ещё в четвёртом т. «Bikkure ha-Ittim» появилось первое историческое исследование P. «Al Debar Jehudim Chafeschim» — o евреях в Аравии и Абиссинии, обратившее на себя внимание (оно было впоследствии переведено в «Orient», 1840). Настоящую сенсацию произвели появившиеся одна за другой шесть монографий Ρ. о выдающихся еврейских ученых 10—11 вв.: о Саадии Гаоне (Bikkure ha-Ittim, 1828), о Натане из Рима, авторе «Aruch» (ib., 1829), об Гаи Гаоне (ib.), o поэте Элеазаре Калир (ib.), o р. Хананеле б.-Хушиель (ib., 1831), ο. р. Ниссиме б.-Яков (ib.). Эти монографии составляют эпоху в еврейской науке. С редкой эрудицией и удивительным мастерством Р. из разрозненных, неясных и смутных указаний, разбросанных в еврейской средневековой литературе, воссоздал яркие и выпуклые образы разбираемых писателей, а также культурный быт данной эпохи в исторической связи с окружающими условиями. И эти замечательные исследования написаны живым и общедоступным языком и проникнуты любовью к культурным богатствам народа. Если даже с течением времени некоторые выводы и заключения Р. оказались несостоятельными (как, например, его гипотеза, что Калир родом из Италии и жил в 10 в.) — за Р. остается неоспоримо большая заслуга, что он первый ввел в еврейской литературе научный метод и научил рассматривать иудаизм в его историческом развитии.
Влияние Р. на дальнейшее развитие еврейской науки отметили впоследствии такие ученые, как Цунц и Гейгер, Грец и Штейншнейдер. Уже после появления первой монографии P. С. Д. Луццатто приветствовал его как восходящее светило «во Израиле». В это время снова усилились преследования со стороны фанатиков, и Р. лишился на некоторое время занимаемой им должности. Это, однако, не оторвало его от научных занятий, и когда «Bikkure ha-Ittim» прекратились, он задумал издавать научный журнал «Jeschurun». Предприятие не осуществилось из-за стеснительных цензурных условий в Австрии. В это время Гольденберг стал издавать сборники «Kerem Chemed», где Р. поместил ряд научных работ, a с четвёртого тома Р. стал фактическим соредактором издания. В 1837 г. Р. был избран по инициативе и при активном содействии И. Перля (см.) на пост раввина в Тарнополе. Здесь Р. пришлось выдержать упорную борьбу со стороны хасидов. Кампания против Рапопорта велась и в литературе, где он тоже имел немало недругов. В целом ряде памфлетов: коллективном «Ha-Roeh», «Emek Schoschanim» M. M. Розенталя, «Rabia» Э. Милзагаги (Мельзак) и др., Р. подвергался самым резким нападкам. Борьба прекратилась лишь тогда, когда P., приглашенный на раввинский пост в Прагу, покинул Тарнополь (1840 г.). В Праге Р. опубликовал (1852 г.) первый том давно задуманного им энциклопедического труда «Erech Millin», который содержит много ценных данных по критическому исследованию еврейской истории и развитию языка Мишны и Талмуда. К реформистскому движению 40-х годов Р. относился отрицательно и к раввинам, собравшимся вj Франкфурте, обратился с посланием «Tochachat Megullah» (опубликовано вместе с немецким переводом Кирхгейма в 1845 г.), где излагает мотивы, почему не считает возможным принимать участие в собрании. Так же отрицательно Р. относился к тем исследователям, которые, по его мнению, подвергали слишком односторонней и тенденциозной критике еврейские религиозные традиции. Против крайних взглядов редактора «He-Chaluz» P. выступил с обширной статьей «Bechinat Darke ha-Dat etc.» (Ha-Maggid, 1862), a смелые выводы Гейгера в его «Urschrift» P. оспаривал в брошюре «Torah Or» (опубликована после его смерти в 1869). В то же время Р. отмежевался и от неоортодоксов, и когда наиболее крупный представитель последних, С. Р. Гирш, усмотрел еретические взгляды в труде Франкеля «Darke ha-Mischnah», P. выступил с брошюрой «Dibre Schalom we-Emet», где подвергает критике точку зрения Гирша. После смерти P. сын его, Давид, издал в двух выпусках оставшиеся рукописи отца (Nachalat Jehudah, 1869—73). В 1881 г. А. Я. Гаркави опубликовал шесть писем Р. к С. Д. Луццатто (Zichron la-Acharonim); следующую серию писем Р. к Луццатто издал Ш. Гребер (Iggerot Schir, 1885). P. писал также и по-немецки, и ряд его научн. статей помещены в «Orient», «Wissenschaftliche Zeitschrift» Гейгера, «Allgemeine Zeitung des Jud.» и др.